# 高蔵寺 (いわき市)
高蔵寺（こうぞうじ）は、福島県いわき市高倉町にある真言宗智山派の寺院。

## 歴史
807年（大同2年）、徳一によって開山された。徳一は磐梯山の噴火による火山灰降下に苦しむ衆生を救わんと、当地で観音菩薩像を7体彫ったと伝えられる。
中世には、観音霊場として栄えた。江戸時代は寺領30石が与えられている。
当寺の本堂は1892年（明治25年）の火災で焼失し、最近まで仮本堂のままであったが、1995年（平成7年）にようやく再建された。

## 文化財
- 高蔵寺三重塔（福島県指定重要文化財 昭和56年3月31日指定）[3]

## 交通アクセス
- いわき勿来ICより車10分。